# Theo Hupfauer
Theodor Hupfauer, también conocido como Theo Hupfauer (Dellmensingen, 17 de julio de 1906 - Múnich, 31 de agosto de 1993), fue un alto funcionario del nacionalsocialismo y, al final de la guerra, ministro de Trabajo del Reich en el efímero gabinete de Goebbels en virtud de la voluntad política de Hitler, antes de que Franz Seldte volviera a ser ministro de Trabajo en el gabinete de Schwerin von Krosigk.

## Vida
Hupfauer estudió en el instituto. Al salir de la escuela, en realidad quería ser periodista deportivo, pero luego aspiró a convertirse en abogado porque un tío le había prometido una participación en un bufete de abogados. Hupfauer estudió durante un tiempo en Ginebra y Lausana. Durante sus estudios, se hizo miembro de la Fraternidad Germania Würzburg en 1926. Según su propio relato, asistió como espectador a las reuniones de la Sociedad de Naciones y escuchó los discursos de Gustav Stresemann y Aristide Briand, lo que avivó su interés político. Se afilió al NSDAP el 1 de octubre de 1930 (número de afiliación 339.580). En 1932 se doctoró en Derecho en Würzburg por su tesis sobre «Las diferentes disposiciones del derecho de heridos de guerra según las convenciones pertinentes de 1906 a 1929». En 1941 se convirtió en Sturmbannführer de las Reichsführer-SS (SS número 17.197).
En 1935 fue oficial de Estado Mayor en la sede de Múnich de la Organización Nacionalsocialista de Células de las Empresas, antes de convertirse en jefe de la Oficina del Frente Alemán del Trabajo (DAF) en 1936. Rápidamente hizo carrera en el Frente Alemán del Trabajo. Llegó a ser jefe de la Oficina de Arbitraje Social, responsable del arbitraje forzoso entre empresarios y trabajadores durante la época nacionalsocialista. En 1942, se convirtió en oficial de enlace del DAF con el Ministerio de Armamento.
El 29 de marzo de 1936 se presentó como candidato a las elecciones al Reichstag, pero no obtuvo ningún escaño en el Gran Reichstag alemán, así como tampoco lo hizo en las elecciones del 10 de abril de 1938.
Según declaró Hupfauer después de 1945, le horrorizó el inicio de la guerra en 1939, pero las rápidas victorias militares contra Polonia y Francia le impulsaron a renunciar a su alto cargo en la DAF y alistarse voluntario en la Wehrmacht. Como sargento, participó en el ataque a la Unión Soviética. En 1941 fue nombrado comandante de Ordensburg Sonthofen. En ese momento, ostentaba el rango de SS-Standartenführer. Además de este cargo, Hupfauer continuó su carrera en el Ministerio de Armamento bajo las órdenes de Albert Speer. En 1944, se convirtió en jefe de la Oficina Central del Ministerio de Armamento y, por tanto, junto con Karl-Otto Saur, en uno de los dos hombres más importantes a las órdenes del ministro Speer. Su carrera nazi se vio formalmente coronada por su nombramiento como Ministro de Trabajo del Reich en el testamento político de Hitler.
Poco después de la capitulación, fue detenido por los estadounidenses, que desconocían el importante papel de Hupfauer durante el Tercer Reich, y fue internado inicialmente en el castillo de Kransberg. No fue interrogado como acusado, sino como testigo para los juicios por crímenes de guerra de Núremberg. El 31 de julio de 1946 testificó en audiencia pública sobre las condiciones en el DAF y la situación de los trabajadores forzados extranjeros. Tras su liberación, fue considerado un delincuente menor durante la desnazificación.
Legalmente imperturbable, Hupfauer pudo labrarse una nueva carrera empresarial en la República Federal de Alemania sin que se volviera a investigar su papel durante la época nazi. Tras la destitución de Albert Speer en 1966, le organizó «convenciones» con sus antiguos empleados.